# Liste de Harlémites
Liste des personnalités étant nées ou ayant vécu à Harlem.
Légende : 
RH = Renaissance de Harlem
AA = Afro-américain
- Haut – A
- B
- C
- D
- E
- F
- G
- H
- I
- J
- K
- L
- M
- N
- O
- P
- Q
- R
- S
- T
- U
- V
- W
- X
- Y
- Z

## A
- Kareem Abdul-Jabbar, (Ferdinand Lewis Alcindor), né le 16 avril 1947 à Harlem, joueur de basket-ball.
- Maya Angelou, née le 4 avril 1928 à Saint Louis (Missouri), poétesse ; a vécu dans la 120e Rue sur Mount Morris Park (AA).
- Louis Armstrong (4 août 1901 à La Nouvelle-Orléans – 6 juillet 1971), musicien de jazz (AA).

## B
- Amiri Baraka, (LeRoi Jones), né à Newark (New Jersey) le 7 octobre 1934, dramaturge; a vécu à Harlem (AA)
- James Baldwin (2 août 1924 à Harlem - 1er décembre 1987), écrivain; a vécu sur la 131e Rue et sur Adam Clayton Powell Blvd (la Septième Avenue) (AA).
- Count Basie (21 août 1904 - 26 avril 1984), pianiste, organiste, chef d'orchestre de jazz, né dans le New Jersey ; il vécut au 555 Edgecombe Avenue.
- Romare Bearden, (né le 2 septembre 1911, à Charlotte (Caroline du Nord) — mort le 11 mars 1988 à New York), artiste et écrivain.
- Harry Belafonte, né le 1er mars 1927 à Harlem, chanteur et acteur (AA).
- Arna Wendell Bontemps (13 octobre 1902 - 4 juin 1973), poète, né en New York
- Ronald Harmon Brown (né le 1er avril 1941 à Washington et décédé le 3 avril 1996), homme politique, élevé à Harlem.

## C
- Camron Giles dit Cam'ron (né le 4 février 1976), rappeur, né et élevé à Harlem
- John Henrik Clarke (1er janvier 1915 – 16 juillet 1998), né dans l’Alabama, écrivain, poète, historien. Il vécut à Harlem en 1933.
- Countee Cullen (1903-1946), poète, élevé à Harlem (RH, AA)

## D
- Ossie Davis, né le 18 décembre 1917 à Cogdell (Géorgie), décédé le 4 février 2005 à Miami Beach (Floride), acteur, scénariste, réalisateur et producteur. Vécut à Harlem entre la fin des années 1930 et le début des années 1940 (AA).
- Aaron Douglas (26 mai 1898 – 3 février 1979), peintre, né dans le Kansas, vécut au 409 Edgecombe Avenue.
- William Edward Burghardt Dubois (23 février 1868 – 27 août 1963), né dans le Massachusetts, écrivain, vécut au 409 Edgecombe Avenue, (AA).
- Alice Dunbar-Nelson (1875-1935), née à La Nouvelle-Orléans, poète, installée à Harlem où elle fut enseignante (RH, AA).

## E
- Edward Kennedy Ellington, pianiste, compositeur et chef d'orchestre de jazz est né le 29 avril 1898 à Washington et mort le 24 mai 1974 à New York. Vécut sur Riverside Drive et au 555 Edgecombe (AA).
- Ralph Waldo Ellison (1er mars 1913, 16 avril 1994), intellectuel et écrivain, né à Oklahoma City, Oklahoma. Vécut au 730 Riverside Drive (Harlem).
- Erik Estrada né le 16 mars 1949 à New York (East Harlem), acteur et producteur.

## F
- Father Divine (c. 1880 – 10 septembre 1965), leader religieux, né en Pennsylvanie, vécut à Astor Row et avait ses bureaux au 20 West 115e Rue (AA).
- Jonathan Franzen (né en 1959 à Springfield (Illinois), écrivain, romancier et essayiste, vécut sur la 125e Rue.
- Francis Scott Fitzgerald (24 septembre 1896 - 21 décembre 1940), écrivain, né à Saint Paul (Minnesota).
- Zelda Sayre Fitzgerald (24 juillet 1900- 10 mars 1948), écrivaine, née en Alabama, vécut à Harlem.

## G
- Marcus Garvey (1887–1940), écrivain d’origine jamaïcaine (RH, AA).
- George Gershwin (26 septembre 1898 à Brooklyn, New York – † 11 juillet 1937 à Hollywood) compositeur, vécut sa jeunesse au 520 W. 144e Rue.
- Althea Gibson (25 août 1927, Silver, Caroline du Sud – 28 septembre 2003, East Orange, New Jersey), joueuse de tennis; elle vécut au 115 West 143e Rue.

## H
- Alexander Hamilton, (1757 ou 1755 - 1804 ), homme politique né dans les Antilles, vécut la fin de sa vie à Harlem.
- Oscar Hammerstein I (8 mai 1847-1er août 1919) impresario, né en Allemagne, vécut au 333 Edgecombe Avenue.
- Lionel Hampton est un vibraphoniste de jazz et percussionniste américain né à Louisville (Kentucky), le 20 avril 1908 et mort à New York le 31 août 2002, vécut à Harlem pendant la Seconde Guerre mondiale (AA).
- William Christopher Handy (né le 16 novembre 1873 à Florence (Alabama) et mort le 28 mars 1958) était un musicien et compositeur de blues vécut sur Strivers' Row à la fin de sa vie (AA).
- Marcia Gay Harden, actrice, née le 14 août 1959 à La Jolla, Californie, vécut à Harlem.
- Billie Holiday (Baltimore, 7 avril 1915 - New York, 17 juillet 1959)  chanteuse de jazz, vécut avec sa mère au 108 West 139e Rue (AA).
- Harry Houdini né en Hongrie le 24 mars 1874, décédé le 31 octobre 1926, magicien, acheta une maison en 1904 au 278 West 113e Rue.
- Langston Hughes (1902-1967), poète, écrivain et éditorialiste, né dans le Missouri (RH, AA).
- Zora Neale Hurston (7 janvier 1891 – 28 janvier 1960) écrivaine née en Alabama, (RH, AA).

## J
- James P. Johnson (1894 - 1955), pianiste de jazz, né dans le New Jersey (AA).
- James Weldon Johnson (1871-1938), né en Floride, écrivain et poète, vécut au 187 West 135e Rue (RH ;AA).
- Scott Joplin (24 novembre 1868 - 1er avril 1917), pianiste et compositeur de ragtime, né au Texas. Vécut au 133 West 138e Rue en 1916, puis au 163 West 131e Rue jusqu’en 1917. Il avait un studio au 160 West 133e Rue.
- Jim Jones  (né le 15 juillet 1976), rappeur, né et élevé à Harlem

## L
- Fiorello Enrico LaGuardia, né le 11 décembre 1882 à East Harlem et décédé le 20 septembre 1947, maire de New York de 1934 à 1945.
- Burt Lancaster (2 novembre 1913 – 20 octobre 1994) né à New York, il passa une partie de son enfance dans le quartier d'East Harlem.
- Nella Larsen (13 avril 1891 – 30 mars 1964) écrivaine, née à Chicago (RH).
- Canada Lee, (né Lionel Cornelius Canegata, (3 mars 1907– 9 mai 1952), né et mort à New York, acteur ; il vécut au 555 Edgecombe Avenue (AA).
- Frank Joseph "Frankie" Lymon (30 septembre 1942 – 27 février 1968) chanteur, né et mort à Harlem (AA).

## M
- Claude McKay (1889-1946) né en Jamaïque, naturalisé américain, romancier et poète, s’installa un temps à Harlem (RH, AA).
- John Lenwood "Jackie" McLean, saxophoniste et professeur né le 17 mai 1931 dans le quartier de Harlem et décédé le 31 mars 2006 à son domicile de Hartford.
- Malcolm X (né Little à Omaha (Nebraska), 19 mai 1925 - 21 février 1965 mort à New York), leader religieux et militant politique (AA)
- Earl The Goat Manigault (7 septembre 1944 - 15 mai 1998), joueur de basket, né à Charleston (Caroline du Sud) élevé à Harlem.
- Thurgood Marshall (né le 2 juillet 1908 à Baltimore dans le Maryland et décédé le 24 janvier 1993 dans le Maryland) était un juriste, il vécut au 409 Edgecombe Avenue (AA).
- Moby (Richard Melville Hall)
- Kagendo Murungi (née le 7 décembre 1971 au Kenya, morte le 27 décembre 2017 à Harlem), féministe kenyanne, militante des droits LGBT et cinéaste.

## N
- Richard Bruce Nugent (1906 - 1987), écrivain et peintre né à Washington, habita avec Wallace Henry Thurman à Harlem (RH, AA).

## P
- Gordon Parks, photographe, réalisateur, journaliste et militant noir américain, né le 30 novembre 1912 dans le Kansas et décédé le 7 mars 2006, s’installe à Harlem dans les années 1940 (AA).
- Ann Petry (12 octobre 1908—28 avril 1997) écrivaine, née dans le Connecticut (RH, AA).
- Adam Clayton Powell Jr. (29 novembre 1908 à New Heaven– 4 avril 1972), politicien et révérend, passe sa jeunesse à Harlem (AA).
- Earl "Bud" Powell (né à New York le 27 septembre 1924 - mort à New York le 31 juillet 1966), pianiste de jazz.
- Tito Puente (né en 1923, mort en 2000), musicien et compositeur né dans El Barrio de Harlem.

## R
- Asa Philip Randolph (15 avril 1889 – 16 mai 1979) né en Floride, militant pour les droits civiques (AA).
- Charles Rangel ((11 juin 1930 né à New York, homme politique démocrate américain.
- Paul LeRoy Bustill Robeson (9 avril 1898 – 23 janvier 1976) acteur, chanteur, sportif et écrivain, né dans le New Jersey, vécut au  555 Edgecombe Avenue (AA).
- Bill Robinson danseur de claquettes né à Richmond (Virginie) le 25 mai 1878 et mort à New York le 25 novembre 1949 ; vécut sur Strivers' Row (AA).
- Sugar Ray Robinson, né le 3 mai 1921 et décédé le 12 avril 1989, était un boxeur, né à Ailey (Géorgie), il grandit à Harlem (AA).
- Norman Rockwell (3 février 1894 – 8 novembre 1978), peintre et illustrateur américain, né à New York, il passa une partie de son enfance au 789 St. Nicholas Avenue.
- Henry Roth (1906-1995), né en Pologne, écrivain qui vécut à Harlem.

## S
- Arturo Alfonso Schomburg (1874-1938), historien, écrivain né à San Juan (RH, AA).
- Nina Simone, (Eunice Kathleen Waymon), née le 22 février 1933 à Tryon (Caroline du Nord) USA, décédée le 21 avril 2003 à Carry-le-Rouet (Bouches-du-Rhône), était une pianiste et chanteuse ; vécut un temps dans la maison de Duke Ellington à Harlem (AA).
- Mamie Smith, était une artiste américaine, née le 26 mai 1883 à Cincinnati (Ohio), morte le 16 septembre 1946 à Harlem.
- William Henry Joseph Bonaparte Bertholoff Smith dit Willie "The Lion" Smith (25 novembre 1897 - 18 avril 1973) était un pianiste de jazz, un des maîtres du Piano stride, né à Goshen (New York).
- Percy Sutton (né le 24 novembre 1920 à San Antonio) militant, avocat et entrepreneur. (AA)

## T
- Wallace Henry Thurman (1902-1934), romancier, né à Salt Lake City (RH, AA) ; habita au 267 West 136th
- Jean Toomer (26 décembre 1894–30 mars 1967) poète, romancier, né à Washington, (RH, AA)

## W
- Fats Waller (1904-1943) était un pianiste de jazz, organiste, compositeur et humoriste de scène, né à New York (AA)
- Ethel Waters (31 octobre 1896 – 1er septembre 1977), chanteuse de blues, actrice née en Pennsylvanie (AA)
- Dinah Washington (29 août 1924 – 14 décembre 1963) était une chanteuse américaine de blues, jazz et gospel ; née à Tuscaloosa (Alabama) (AA)
- Dorothy West (1907 – 1998) écrivaine, née à Boston, s’installe à Harlem en 1926 (RH, AA)
- Walter Francis White (né le 1er juillet 1893, à Atlanta - mort le 21 mars 1955, à New York), militant des droits civiques
- Mary Elfrieda Winn, dite Mary Lou Williams, pianiste, arrangeur et compositeur américain (Pittsburgh, 1910 - Caroline du Nord, 28 mai 1981).

## Z
- James Van Der Zee (29 juin 1886 - 15 mai 1983), photographe connu pour ses portraits de New-Yorkais noirs. (HH)

## Liste chronologique

### Nés avant 1900
- Alexander Hamilton, (1755/1757 - 1804 ), homme politique né dans les Antilles
- Oscar Hammerstein I (8 mai 1847-1er août 1919), impresario, né en Allemagne, vécut au 333 Edgecombe Avenue.
- William Edward Burghardt Du Bois (23 février 1868 – 27 août 1963), né dans le Massachusetts, militant et écrivain, vécut au 409 Edgecombe Avenue. (AA)
- Scott Joplin (24 novembre 1868 - 1er avril 1917) était un pianiste et compositeur de ragtime, né au Texas. Vécut au 133 West 138th Street en 1916, puis au 163 West 131st Street jusqu’en 1917. Il avait un studio au 160 West 133rd Street.
- James Weldon Johnson (1871 - 1938), né en Floride, écrivain, poète et militant, vécut au 187 West 135th Street.(RH, AA)
- William Christopher Handy (né le 16 novembre 1873 à Florence (Alabama) et mort le 28 mars 1958) était un musicien et compositeur de blues vécut sur Strivers' Row à la fin de sa vie. (AA)
- Harry Houdini en Hongrie le 24 mars 1874, décédé le 31 octobre 1926, magicien, acheta une maison en 1904 au 278 West 113th Street.
- Arturo Alfonso Schomburg (1874 - 1938), historien et écrivain né à San Juan. (RH, AA)
- Alice Dunbar-Nelson (1875 - 1935), née à La Nouvelle-Orléans, poète, installée à Harlem où elle fut enseignante. (RH, AA)
- Bill Robinson danseur de claquettes américain né à Richmond (Virginie) le 25 mai 1878 et mort à New York le 25 novembre 1949, vécut sur Strivers' Row.  (AA)
- Father Divine (c. 1880 – 10 septembre 1965), leader religieux, né en Pennsylvanie, vécut à Astor Row et avait ses bureaux au 20 West 115th Street. (AA)
- Fiorello LaGuardia, né le 11 décembre 1882 à East Harlem et décédé le 20 septembre 1947, fut le maire de New York de 1934 à 1945.
- Mamie Smith, était une artiste américaine, née le 26 mai 1883 à Cincinnati (Ohio), morte le 16 septembre 1946 à Harlem.
- James Van Der Zee (29 juin 1886 - 15 mai 1983) était un photographe afro-américain connu pour ses portraits de New-Yorkais noirs. (HH)
- Marcus Garvey (1887 - 1940), militant et écrivain d’origine jamaïcaine. (RH, AA)
- Claude McKay (1889 - 1946), né en Jamaïque, naturalisé américain, romancier et poète, voyagea beaucoup et s’installa un temps à Harlem. (RH, AA)
- Asa Philip Randolph (15 avril 1889 – 16 mai 1979) né en Floride, militant pour les droits civiques. (AA)
- Zora Neale Hurston (7 janvier 1891 – 28 janvier 1960) écrivaine née en Alabama. (RH, AA)
- Nella Larsen (13 avril 1891 – 30 mars 1964) écrivaine, née à Chicago. (RH)
- Walter Francis White (né le 1er juillet 1893, à Atlanta - mort le 21 mars 1955, à New York), militant des droits civiques.
- Norman Rockwell (3 février 1894 – 8 novembre 1978) était un peintre et illustrateur américain, né à New York, il passa une partie de son enfance au 789 St. Nicholas Avenue.
- James P. Johnson (1894 - 1955) était un pianiste de jazz, né dans le New Jersey. (AA)
- Jean Toomer (26 décembre 1894 – 30 mars 1967) poète, romancier, né à Washington. (RH, AA)
- Francis Scott Fitzgerald (24 septembre 1896 - 21 décembre 1940) est un écrivain américain, né à Saint Paul (Minnesota). (LG)
- Ethel Waters (31 octobre 1896 – 1er septembre 1977), chanteuse de blues et actrice, nommée aux Oscars, née en Pennsylvanie. (AA)
- William Henry Joseph Bonaparte Bertholoff Smith, dit Willie "The Lion" Smith (25 novembre 1897 - 18 avril 1973) était un pianiste de jazz, un des maîtres du piano stride, né à Goshen (New York).
- Paul LeRoy Bustill Robeson (9 avril 1898 – 23 janvier 1976) acteur, chanteur, écrivain, activiste, né dans le New Jersey, vécut au  555 Edgecombe Avenue (AA)
- Edward Kennedy "The Duke" Ellington, pianiste, compositeur et chef d'orchestre de jazz est né le 29 avril 1898 à Washington et mort le 24 mai 1974 à New York. Vécut sur Riverside Drive et au 555 Edgecombe. (AA)
- Aaron Douglas (26 mai 1898 – 3 février 1979), peintre, né dans le Kansas, vécut au 409 Edgecombe Avenue.
- George Gershwin (26 septembre 1898 à Brooklyn, New York – 11 juillet 1937 à Hollywood) compositeur vécut sa jeunesse au 520 W. 144 street.

### Nés entre 1900 et 1940
- Zelda Sayre Fitzgerald (24 juillet 1900- 10 mars 1948), écrivaine, née en Alabama
- Louis Armstrong (4 août 1901 – 6 juillet, 1971) musicien américain de jazz, né à La Nouvelle-Orléans.
- Langston Hughes (1902-1967), poète, écrivain et éditorialiste, né dans le Missouri (RH, AA)
- Wallace Henry Thurman (1902-1934), romancier, né à Salt Lake City (RH, AA) ; habita au 267 West 136th
- Countee Cullen (1903-1946), poète, élevé à Harlem (RH, AA)
- Count Basie (21 août 1904 - 26 avril 1984) pianiste, organiste, et surtout chef d'orchestre de jazz, né dans le New Jersey il vécut au 555 Edgecombe Avenue
- Fats Waller (1904-1943) était un pianiste de jazz, organiste, compositeur et humoriste de scène, né à NY (AA)
- Richard Bruce Nugent (1906 - 1987), écrivain et peintre né à Washington, habita avec Wallace Henry Thurman à Harlem (RH, AA)
- Henry Roth (1906-1995), né en Pologne, écrivain qui vécut à Harlem.
- Dorothy West (1907 – 1998) écrivaine, née à Boston, s’installe à Harlem en 1926 (RH, AA)
- Canada Lee, (né Lionel Cornelius Canegata, (3 mars 1907– 9 mai 1952), acteur né et mort à New York, vécut au 555 Edgecombe Avenue (AA)
- Lionel Hampton est un vibraphoniste de jazz et percussionniste américain né à Louisville, Kentucky, le 20 avril 1908 et mort à New York le 31 août 2002, vécut à Harlem pendant la Seconde Guerre mondiale (AA)
- Thurgood Marshall (né le 2 juillet 1908 à Baltimore dans le Maryland et décédé le 24 janvier 1993 dans le Maryland) était un juriste, il vécut au 409 Edgecombe Avenue (AA)
- Ann Petry (12 octobre 1908—28 avril 1997) écrivaine, née dans le Connecticut (RH, AA)
- Adam Clayton Powell, Jr. (29 novembre 1908 à New Heaven– 4 avril 1972), politicien et révérend, jeunesse à Harlem (AA)
- Mary Elfrieda Winn, dite Mary Lou Williams, pianiste, arrangeur et compositeur américain (Pittsburg, 1910 - Caroline du Nord, 28 mai 1981).
- Romare Bearden, (né le 2 septembre 1911, à Charlotte (Caroline du Nord)—mort le 11 mars 1988 à New York), artiste et écrivain.
- Gordon Parks était un photographe, réalisateur, journaliste et militant noir américain, né le 30 novembre 1912 dans le Kansas et décédé le 7 mars 2006, s’installe à Harlem dans les années 1940 (AA)
- Ralph Waldo Ellison (1er mars 1913, 16 avril 1994) était un intellectuel et écrivain américain, né à Oklahoma City, Oklahoma. Vécut au 730 Riverside Drive in Harlem.
- Burt Lancaster (2 novembre 1913 – 20 octobre 1994) né à New York, il passa une partie de son enfance dans le quartier d'East Harlem
- John Henrik Clarke (1er janvier 1915 – 16 juillet 1998), né dans l’Alabama, militant noir, historien, écrvian et professeur. Il vécut à Harlem en 1933
- Billie Holiday (Baltimore, 7 avril 1915 - New York, 17 juillet 1959)  chanteuse de jazz, vécut avec sa mère au 108 West 139th Street (AA)
- Ossie Davis est un acteur, scénariste, réalisateur et producteur américain né le 18 décembre 1917 à Cogdell, Géorgie (États-Unis), décédé le 4 février 2005 à Miami Beach (Floride). Vécut à Harlem entre la fin des années 1930 et le début des années 1940 (AA)
- Percy Sutton (né le 24 novembre 1920 à San Antonio) militant, avocat et entrepreneur. (AA)
- Sugar Ray Robinson, né le 3 mai 1921 et décédé le 12 avril 1989, était un boxeur, né à Ailey (Géorgie), il grandit à Harlem (AA)
- Tito Puente (né en 1923, mort en 2000), musicien et compositeur né dans El Barrio de Harlem
- James Baldwin (2 août 1924 à Harlem, new York - 1er décembre 1987 à Saint-Paul de Vence) écrivain, vécut au 131st Street et sur Adam Clayton Powell Blvd. (la Septième Avenue)
- Dinah Washington (29 août 1924 – 14 décembre 1963) était une chanteuse américaine de blues, jazz et gospel ; née à Tuscaloosa, Alabama (AA)
- Earl "Bud" Powell (né à New York le 27 septembre 1924 - mort à New York le 31 juillet 1966) est un pianiste de jazz (AA)
- Malcolm X (né Little à Omaha (Nebraska), 19 mai 1925 - 21 février 1965 mort à NY), leader religieux et militant politique (AA)
- Harry Belafonte, né le 1er mars 1927 à Harlem dans la ville de New York, chanteur et acteur.(AA)
  - Althea Gibson (25 août 1927, Silver, Caroline du Sud – 28 septembre 2003, East Orange, New Jersey) est une joueuse de tennis, elle vécut au 115 West 143rd Street
- Maya Angelou est une poétesse afro-américaine née le 4 avril 1928 à Saint Louis, Missouri, (AA) vit au 120th Street sur Mount Morris Park
- John Lenwood "Jackie" McLean est un saxophoniste alto de jazz et professeur né le 17 mai 1931 dans le quartier d'Harlem à New York et décédé le 31 mars 2006 à son domicile de Hartford (Connecticut)
- Nina Simone, de son vrai nom Eunice Kathleen Waymon, née le 22 février 1933 à Tryon (Caroline du Nord) USA, décédée le 21 avril 2003 à Carry-le-Rouet (Bouches-du-Rhône) France, était une pianiste et chanteuse ; vécut un temps dans la maison de Duke Ellington à Harlem (AA)
- Amiri Baraka (de son vrai nom LeRoi Jones), dramaturge  né à Newark (New Jersey) le 7 octobre 1934, vécut à Harlem (AA)

### Nés après 1940
- Ronald Harmon Brown (né le 1er avril 1941 à Washington et décédé le 3 avril 1996), est un homme politique, élevé à Harlem
- Frank Joseph "Frankie" Lymon (30 septembre 1942 – 27 février 1968), chanteur  né et mort à Harlem (AA)
- Earl The Goat Manigault (7 septembre 1944 - 15 mai 1998), joueur de basket, né à Charleston, South Carolina élevé à Harlem
- Kareem Abdul-Jabbar, né Ferdinand Lewis Alcindor (ou Lew Alcindor) le 16 avril 1947 à New York, est un ancien joueur de basket-ball de NBA. Né à Harlem
- Erik Estrada est un acteur et producteur américain de descendance portoricaine né le 16 mars 1949 dans East Harlem
- Jonathan Franzen (né en 1959 à Springfield, Illinois) est un écrivain américain, romancier et essayiste, vécut sur la 125th Street
- Marcia Gay Harden est une actrice américaine née le 14 août 1959 à La Jolla, Californie
- Kagendo Murungi (née le 7 décembre 1971 au Kenya, morte le 27 décembre 2017 à Harlem), féministe kenyanne, militante des droits LGBT et cinéaste

## Liste thématique

### Littérature et théâtre
- Maya Angelou est une poétesse afro-américaine née le 4 avril 1928 à Saint Louis, Missouri, (AA) vit au 120th Street sur Mount Morris Park
- James Baldwin (2 août 1924 à Harlem, New York - 1er décembre 1987 à Saint-Paul de Vence) écrivain, vécut au 131st Street et sur Adam Clayton Powell Blvd. (la Septième Avenue)
- Arna Wendell Bontemps (13 octobre 1902 - 4 juin 1973) était un poète, né en Louisiane, installé à Harlem (RH, AA)
- John Henrik Clarke (1er janvier 1915 – 16 juillet 1998), né dans l’Alabama, militant, écrivain, poète, professeur qui vécut à Harlem en 1933
- Countee Cullen (1903-1946), poète, élevé à Harlem (RH, AA)
- William Edward Burghardt Du Bois (23 février 1868 – 27 août 1963), né dans le Massachusetts, militant et écrivain, vécut au 409 Edgecombe Avenue, (AA)
- Alice Dunbar-Nelson (1875-1935), née à La Nouvelle-Orléans, poète, installée à Harlem où elle fut enseignante (RH, AA)
- Ralph Waldo Ellison (1er mars 1913, 16 avril 1994) était un intellectuel et écrivain américain, né à Oklahoma City, Oklahoma. Vécut au at 730 Riverside Drive in Harlem.
- Jonathan Franzen (né en 1959 à Springfield, Illinois) est un écrivain américain, romancier et essayiste, vécut sur la 125th Street
- Francis Scott Fitzgerald (24 septembre 1896 - 21 décembre 1940) est un écrivain américain, né à Saint Paul (Minnesota).
- Zelda Sayre Fitzgerald (24 juillet 1900- 10 mars 1948), écrivaine, née en Alabama
- Marcus Garvey (1887–1940), militant et écrivain d’origine jamaïcaine (RH, AA)
- Oscar Hammerstein I (8 mai 1847-1er août 1919) impresario, né en Allemagne, vécut au 333 Edgecombe Avenue
- Langston Hughes (1902-1967), poète, écrivain et éditorialiste, né dans le Missouri (RH, AA)
- James Weldon Johnson (1871-1938), né en Floride, écrivain et poète, vécut au 187 West 135th Street (RH ;AA)
- Claude McKay (1889-1946) né en Jamaïque, naturalisé américain, romancier et poète, s’installa un temps à Harlem (RH, AA)
- Zora Neale Hurston (7 janvier 1891 – 28 janvier 1960) écrivaine née en Alabama, (RH, AA)
- Nella Larsen (13 avril 1891 – 30 mars 1964) écrivaine, née à Chicago (RH)
- Richard Bruce Nugent (1906 - 1987), écrivain et peintre né à Washington, habita avec Wallace Henry Thurman à Harlem (RH, AA)
- Ann Petry (12 octobre 1908—28 avril 1997) écrivaine, née dans le Connecticut (RH, AA)
- Henry Roth (1906-1995), né en Pologne, écrivain qui vécut à Harlem.
- Arturo Alfonso Schomburg (1874-1938), historien et écrivain né à San Juan (RH, AA)
- Wallace Henry Thurman (1902-1934), romancier, né à SaltLakeCity (RH, AA) ; habita au 267 West 136th
- Jean Toomer (26 décembre 1894–30 mars 1967) poète, romancier, né à Washington, (RH, AA)
- Dorothy West (1907 – 1998) écrivaine, née à Boston, s’installe à Harlem en 1926 (RH, AA)

### Politique et droit
- Ronald Harmon Brown (né le 1er avril 1941 à Washington et décédé le 3 avril 1996), est un homme politique, élevé à Harlem
- Alexander Hamilton, (1757 ou 1755 - 1804 ), homme politique né dans les Antilles
- Fiorello Enrico LaGuardia, né le 11 décembre 1882 à East Harlem et décédé le 20 septembre 1947, fut le maire de New York de 1934 à 1945.
- Thurgood Marshall (né le 2 juillet 1908 à Baltimore dans le Maryland et décédé le 24 janvier 1993 dans le Maryland) était un juriste, il vécut au 409 Edgecombe Avenue (AA)
- Adam Clayton Powell, Jr. (29 novembre 1908 New Heaven– 4 avril 1972), politicien et révérend, jeunesse à Harlem (AA)
- Asa Philip Randolph (15 avril 1889 – 16 mai 1979) né en Floride, militant pour les droits civiques (AA)
- Paul LeRoy Bustill Robeson (9 avril 1898 – 23 janvier 1976) acteur, chanteur, écrivain et militant, né dans le New Jersey, vécut au  555 Edgecombe Avenue (AA)
- Percy Sutton (né le 24 novembre 1920 à San Antonio) militant, avocat et entrepreneur. (AA)
- Kagendo Murungi (née le 7 décembre 1971 au Kenya, morte le 27 décembre 2017 à Harlem), féministe kenyanne, militante des droits LGBT et cinéaste

### Musique et chanson
- Louis Armstrong (4 août 1901 – 6 juillet, 1971) musicien américain de jazz, né à La Nouvelle-Orléans.
- Count Basie (21 août 1904 - 26 avril 1984) pianiste, organiste, et surtout chef d'orchestre de jazz, né dans le New Jersey, il vécut au 555 Edgecombe Avenue
- Edward Kennedy Ellington dit Duke Ellington, pianiste, compositeur et chef d'orchestre de jazz est né le 29 avril 1898 à Washington et mort le 24 mai 1974 à New York. Vécut sur Riverside Drive et au 555 Edgecombe (AA)
- George Gershwin (26 septembre 1898 à Brooklyn, New York – † 11 juillet 1937 à Hollywood) compositeur, vécut sa jeunesse au 520 W. 144 street
- Lionel Hampton est un vibraphoniste de jazz et percussionniste américain né à Louisville, Kentucky, le 20 avril 1908 et mort à New York le 31 août 2002, vécut à Harlem pendant la Seconde Guerre mondiale (AA)
- William Christopher Handy (né le 16 novembre 1873 à Florence (Alabama) et mort le 28 mars 1958) était un musicien et compositeur de blues vécut sur Strivers' Row à lafin de sa vie (AA)
- Billie Holiday (Baltimore, 7 avril 1915 - New York, 17 juillet 1959)  chanteuse de jazz, vécut avec sa mère au 108 West 139th Street (AA)
- James P. Johnson (1894 - 1955) était un pianiste de jazz, né dans le New Jersey (AA)
- Scott Joplin (24 novembre 1868 - 1er avril 1917) était un pianiste et compositeur de ragtime, né au Texas. Vécut au 133 West 138th Street en 1916, puis au 163 West 131st Street jusqu’en 1917. Il avait un studio au 160 West 133rd Street
- Frank Joseph "Frankie" Lymon (30 septembre 1942 – 27 février 1968) était un chanteur afro-américain, né et mort à Harlem (AA)
- John Lenwood "Jackie" McLean est un saxophoniste alto de jazz et professeur né le 17 mai 1931 dans le quartier d'Harlem à New York et décédé le 31 mars 2006 à son domicile de Hartford (Connecticut)
- Earl "Bud" Powell (né à New York le 27 septembre 1924 - mort à New York le 31 juillet 1966) est un pianiste de jazz (AA)
- Tito Puente (né en 1923, mort en 2000), musicien et compositeur né dans El Barrio de Harlem
- Paul LeRoy Bustill Robeson (9 avril 1898 – 23 janvier 1976) né dans le New Jersey, vécut au  555 Edgecombe Avenue (AA)
- Nina Simone, de son vrai nom Eunice Kathleen Waymon, née le 22 février 1933 à Tryon (Caroline du Nord) USA, décédée le 21 avril 2003 à Carry-le-Rouet (Bouches-du-Rhône) France, était une pianiste et chanteuse ; vécut un temps dans la maison de Duke Ellington à Harlem.(AA)
- Mamie Smith, était une artiste américaine, née le 26 mai 1883 à Cincinnati (Ohio), morte le 16 septembre 1946 à Harlem.
- Moby (Richard Melville Hall)
- William Henry Joseph Bonaparte Bertholoff Smith dit Willie "The Lion" Smith (25 novembre 1897 - 18 avril 1973) était un pianiste de jazz, un des maîtres du piano stride, né à Goshen (New York)
- Fats Waller (1904-1943) était un pianiste de jazz, organiste, compositeur et humoriste de scène, né à NY (AA)
- Ethel Waters (31 octobre 1896 – 1er septembre 1977) actrice née en Pennsylvanie (AA)
- Dinah Washington (29 août 1924 – 14 décembre 1963) était une chanteuse américaine de blues, jazz et gospel ; née à Tuscaloosa, Alabama (AA)
- Mary Elfrieda Winn dite Mary Lou Williams, pianiste, arrangeur et compositeur américain (Pittsburg, 1910 - Caroline du Nord, 28 mai 1981).

### Spectacle, cinéma
- Harry Belafonte, né le 1er mars 1927 à Harlem dans la ville de New York, est un chanteur et acteur (américain).(AA)
- Ossie Davis est un acteur, scénariste, réalisateur et producteur américain né le 18 décembre 1917 à Cogdell, Géorgie (États-Unis), décédé le 4 février 2005 à Miami Beach (Floride). Vécut à Harlem entre la fin des années 1930 et le début des années 1940 (AA)
- Marcia Gay Harden est une actrice américaine née le 14 août 1959 à La Jolla, Californie
- Harry Houdini né en Hongrie le 24 mars 1874, décédé le 31 octobre 1926, magicien, acheta une maison en 1904 au 278 West 113th Street
- Burt Lancaster (2 novembre 1913 – 20 octobre 1994) acteur né à New York, il passa une partie de son enfance dans le quartier d'East Harlem
- Canada Lee, (né Lionel Cornelius Canegata, (March 3, 1907– May 9, 1952) était un acteur né et mort à NYC, vécut au 555 Edgecombe Avenue (AA)
- Gordon Parks était un photographe, réalisateur, journaliste et militant noir américain, né le 30 novembre 1912 dans le Kansas et décédé le 7 mars 2006, s’installe à Harlem dans les années 1940 (AA)
- Bill Robinson danseur de claquettes américain né à Richmond (Virginie) le 25 mai 1878 et mort à New York le 25 novembre 1949, vécut sur Strivers' Row  (AA)
- Ethel Waters (31 octobre 1896 – 1 septembre 1977) actrice et chanteuse afro-américaine nommée aux Oscars.

### Peinture, sculpture, photographie
- Romare Bearden, (né le 2 septembre 1911, à Charlotte (Caroline du Nord)—mort le 11 mars 1988 à New York), artiste et écrivain.
- Aaron Douglas (26 mai 1898 – 3 février 1979), peintre américain, né dans le Kansas, vécut au 409 Edgecombe Avenue
- Gordon Parks était un photographe, réalisateur, journaliste et militant noir américain, né le 30 novembre 1912 dans le Kansas et décédé le 7 mars 2006, s’installe à Harlem dans les années 1940 (AA)
- Norman Rockwell (3 février 1894 – 8 novembre 1978) était un peintre et illustrateur américain, né à New York, il passa une partie de son enfance au 789 St. Nicholas Avenue
- James Van Der Zee (29 juin 1886 - 15 mai 1983) était un photographe afro-américain connu pour ses portraits de New-Yorkais noirs. (HH)

### Sports
- Kareem Abdul-Jabbar, né Ferdinand Lewis Alcindor (ou Lew Alcindor) le 16 avril 1947 à New York, est un ancien joueur de basket-ball de NBA. Né à Harlem
- Althea Gibson (25 août 1927, Silver, Caroline du Sud – 28 septembre 2003, East Orange, New Jersey) est une joueuse de tennis, elle vécut au 115 West 143rd Street
- Earl The Goat Manigault (7 septembre 1944 - 15 mai 1998), joueur de basket, né à Charleston, South Carolina élevé à Harlem
- Sugar Ray Robinson, né le 3 mai 1921 et décédé le 12 avril 1989, était un boxeur, né à Ailey (Géorgie), il grandit à Harlem (AA)

### Religion
- Father Divine (c. 1880 – 10 septembre 1965), leader religieux, né en Pennsylvanie, vécut à Astor Row et avait ses bureaux au 20 West 115th Street (AA)
- Malcolm X (né Little à Omaha (Nebraska), 19 mai 1925 - 21 février 1965 mort à NY), leader religieux et militant politique (AA)